# Alfred Schmidt (aixecador)
Alfred Schmidt (des de 1936 Ain Sillak, Hageri, 1 de maig de 1898 – Tallinn, 5 de novembre de 1972) fou un aixecador estonià que va competir a començaments del segle xx.
Inicialment Schmidt havia començat practicant curses de fons, i no fou fins al 1919, mentre servia a l'Exèrcit d'Estònia, quan començà a practicar l'halterofília.
El 1920 va prendre part en els Jocs Olímpics d'Anvers, on disputà la prova del pes ploma, per a aixecadors amb un pes inferior a 60 kg, del programa d'halterofília. Hi guanyà la medalla d'argent amb un pes total de 210,0 kg alçats.
El 1922 va guanyar un títol nacional. El 1922 no se li permet participar en el Campionat Mundial per superar el pes corporal de la seva categoria, i va exercir de jutge. En retirar-se, el 1923, va continuar exercint de jutge i àrbitre en competicions de lluita, alhora que s'interagava al consell de la Unió d'Esports d'Estònia. Més tard es dedicà al tir al plat i fou president la Federació d'Estònia de tir al plat.